# Drew Goddard
Pour les articles homonymes, voir Goddard.
Drew Goddard, né le 26 février 1975 à Los Alamos, Nouveau-Mexique, est un scénariste et réalisateur américain.

## Biographie
Après ses études universitaires dans le Colorado, il travaille comme assistant de production à Los Angeles. Il envoie un scénario non commandé pour la série Six Feet Under qui attire l'attention de Marti Noxon.
Il est alors engagé en tant que scénariste sur la 7e et dernière saison de la série Buffy contre les vampires, et l'épisode Connivences, qu'il a écrit en collaboration, remporte notamment le prix Hugo en 2003. Il bascule ensuite sur la 5e et dernière saison de son spin-off, Angel. En 2008, il scénarise l'arc narratif Wolves at the Gate de la série de comics Buffy contre les vampires, Saison huit.
Il travaille de 2005 à 2008 comme scénariste sur les quatre premières saisons de la série Lost : Les Disparus, puis passe au cinéma en signant les scripts des films fantastiques Cloverfield (2008) et World War Z (2013). Il fait surtout débuts de réalisateur avec le film La Cabane dans les bois (2012), coécrit avec Joss Whedon, qui remporte le Saturn Award du meilleur film d'horreur.

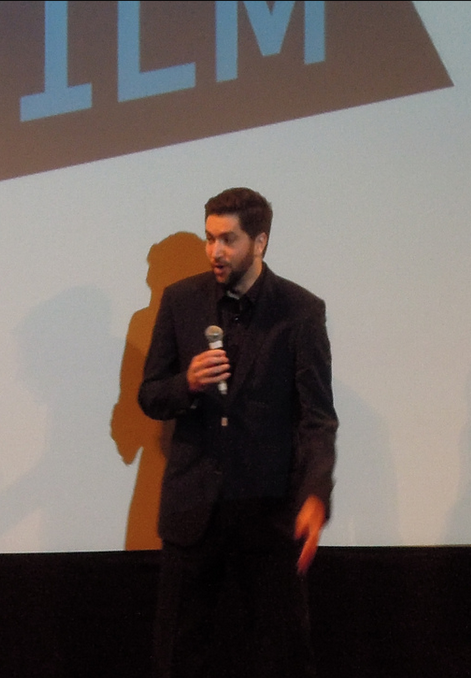
Drew Goddard à une projection de La Cabane dans les bois en 2012

En 2013, il est en négociations pour écrire et réaliser son deuxième film, Seul sur Mars. Il se charge finalement uniquement du scénario, la mise en scène étant confiée à Ridley Scott. Il est nommé pour ce film à l'Oscar du meilleur scénario adapté.
Il crée ensuite la série télévisée Daredevil pour Netflix, diffusée dès avril 2015. Alors qu'il devait également officier comme show runner, il abandonne néanmoins ce poste, au profit de Steven S. DeKnight, afin de se consacrer à l'écriture du scénario puis à la réalisation d'un film sur les Sinistres Six, spin-off de The Amazing Spider-Man 2 programmé pour une sortie au cinéma le 11 novembre 2016. Mais le projet est annulé à la suite de l'échec critique et commercial du blockbuster précité.
Goddard a également écrit le scénario du film de science-fiction Robocalypse, qui est prévu pour être réalisé par Steven Spielberg, mais ce projet, repoussé depuis plusieurs années, est au point mort.
En 2016, il réalise deux épisodes de la nouvelle comédie The Good Place, mais officie aussi comme producteur sur la série The Defenders, dont il scénarise aussi un épisode.
En octobre 2018, il dévoile son deuxième film en tant que scénariste/réalisateur, Sale temps à l'hôtel El Royale (Bad Times at the El Royale), pour lequel il retrouve Chris Hemsworth.
Son projet suivant est la réalisation du blockbuster X-Force, qui devait réunir la bande formée de Deadpool, le héros du film homonyme de Tim Miller[réf. nécessaire].
Il développe ensuite la série High Potential, remake de la série franco-belge HPI, diffusée à la rentrée 2024 sur ABC.
En avril 2024, il est annoncé à l'écriture et à la direction, aux côtés de Lana Wachowski, d'un 5e film Matrix,.

## Filmographie
Sauf indication contraire, les informations mentionnées dans cette section peuvent être confirmées par la base de données cinématographiques IMDb,  présente dans la section « Liens externes ».

### Réalisateur
- 2012 : La Cabane dans les bois (The Cabin in the Woods)
- 2016-2018 : The Good Place, 4 épisodes
- 2018 : Sale temps à l'hôtel El Royale (Bad Times at the El Royale)
- En projet : Matrix 5 (avec Lana Wachowski)

### Scénariste
- 2002 et 2003 : Buffy contre les vampires, 5 épisodes : Crise d'identité, Connivences (en collaboration), Le Sceau de Danzalthar, Un lourd passé (en collaboration) et L'Armée des ombres
- 2003 et 2004 : Angel, 5 épisodes : Lignée, Folle (en collaboration), Le Sous-marin (en collaboration), Une autre réalité et La Fille en question (en collaboration)
- 2005 et 2006 : Alias, 5 épisodes
- 2005 - 2008 : Lost : Les Disparus, 9 épisodes
- 2008 : Cloverfield, de Matt Reeves
- 2012 : La Cabane dans les bois (The Cabin in the Woods)
- 2013 : World War Z, de Marc Forster
- 2015 : Daredevil (saison 1, épisodes 1 et 2) (également créateur de la série)
- 2015 : Seul sur Mars (The Martian), de Ridley Scott
- 2017 : The Defenders, épisode 6
- 2018 : Sale temps à l'hôtel El Royale (Bad Times at the El Royale)
- 2024 : High Potential (série TV) (également créateur de la série)
- 2026 : Projet Dernière Chance (Project Hail Mary) de Phil Lord et Chris Miller

### Producteur / producteur délégué
- 2005 et 2006 : Alias
- 2006 - 2008 : Lost : Les Disparus
- 2007 - 2008 : Lost: Missing Pieces
- 2015 - 2016: Daredevil
- 2017 : The Defenders
- 2018 : Sale temps à l'hôtel El Royale (Bad Times at the El Royale) de lui-même
- 2024 : High Potential (série TV)

## Distinctions principales
Source et distinctions complètes : Internet Movie Database : 

### Récompenses
- Prix Hugo 2003 : meilleur épisode ou court-métrage pour Connivences de Buffy contre les vampires
- Fangoria Chainsaw Awards 2013 : meilleur scénario pour La Cabane dans les bois
- National Board of Review Awards 2015 : meilleur scénario adapté pour Seul sur Mars
- Prix Hugo 2016 : meilleur scénario pour Seul sur Mars
- Saturn Award du meilleur thriller 2019 pour Sale temps à l'hôtel El Royale

### Nominations
- Writers Guild of America Awards 2008 : meilleur scénario de série télévisée dramatique pour l'épisode Impression de déjà vu de Lost : Les Disparus
- Saturn Awards 2013 : meilleur scénario pour La Cabane dans les bois
- Prix Hugo 2013 : meilleur film pour La Cabane dans les bois
- Prix Ray-Bradbury 2013 : meilleur scénario pour La Cabane dans les bois
- Oscars 2016 : meilleur scénario adapté pour Seul sur Mars